# Listen to My Word
Listen to My Word (kor. 내 얘길 들어봐 Nae yaegil deul-eobwa) – singel fizyczny południowokoreańskiej grupy Oh My Girl, wydany 1 sierpnia 2016 roku przez wytwórnię WM Entertainment i dystrybuowany przez LOEN Entertainment. Sprzedał się w nakładzie 26 106 egzemplarzy w Korei Południowej (stan na 2016 r.).
Wydawnictwo zawierało cztery remaki, w tym utwór tytułowy zespołu Papaya, z gościnnym udziałem Skulla i Haha.

## Lista utworów
| Nr | Tytuł | Słowa               | Kompozycja    | Aranżacja         | Czas |
| -- | --- | ------------------- | ------------- | ----------------- | ---- |
| 1. | "Listen to My Word (A-ing)" (kor. 내 얘길 들어봐(A-ing) Nae Yaegil Deureobwa (A-ing)) (feat. Skull and Haha) | Lee Yong-min, Mimi  | Hwang Se-jun  | 72, David Anthony | 3:31 |
| 2. | "Han-yeoleum-ui keuliseumaseu" (kor. 한여름의 크리스마스, ang. Christmas in Summer)                          | Lee Jung-hyun, Mimi | Lee Jung-hyun | Lee Beom-seok     | 3:54 |
| 3. | "Je T'aime"                                                                                                  | Lee Do-yeon, Mimi   | Yoo Jung-yeon | Ruvin             | 3:48 |
| 4. | "Geojitmaldo boyeoyo" (kor. 거짓말도 보여요, ang. I Can See Your Lies                                        | Kim Hyun-chul, Mimi | Yoo Jung-yeon | Moon Jeong-gyu    | 3:58 |

## Notowania
| Lista                   | Pozycja |
| ----------------------- | ------- |
| Gaon Weekly Album Chart | 1       |